# 방숙
방숙(防叔, 생몰년 미상)은 춘추시대 노나라의 관료로 방지(防地) 출신의 대부(大夫)이다.
그는 송나라의 사마인 공보가의 증손이며 기보의 아들, 백하의 부친이고 공자의 증조부이다. 1723년 청나라의 옹정제에 의해 이성왕(貽聖王)으로 추존되었다.